# آدورسلینو ویسلی گومز دا سیلوا
آدورسلینو ویسلی گومز دا سیلوا (به پرتغالی: Adorcelino Wesley Gomes da Silva) هافبک اهل برزیل است که در شهر برزیل و در تاریخ ۱۷ مارس ۱۹۸۴ به دنیا آمده‌است.
آدورسلینو ویسلی گومز دا سیلوا در تیم‌های فوتبال سانتوس سابقهٔ حضور دارد.